# Batalla de Cognat
La batalla de Cognat fou una batalla entre catòlics i protestants durant la segona guerra de religió a França. Va tenir lloc el 6 de gener de 1568 als peus de l'església de Cognat, al territori de l'actual comuna de Conhac e Liona (departament de l'Alier), entre Vichèi i Gatnac.

## Prolegòmens
Un petit exèrcit protestant, de 4.000 homes, comandat pel capità Poncenat (François de Boucé, senyor de Poncenat) va arribar a la zona des de l'est. Aquest exèrcit es dirigia al nord per unir-se al príncep de Condé, que assetjava Chartres. Els catòlics, aproximadament uns 5.000, comandats pel governador d'Alvèrnia, Gaspard de Montmorin-Saint-Hérem, tenien intenció de bloquejar el pas. A l'exèrcit catòlic es troba Antoine de Saint-Nectaire, bisbe de Puy, al capdavant de la infanteria, i Jean Motier de La Fayette, senyor de Hautefeuille, el castell del qual es trobava precisament al camp de batalla .
Els protestants provenien de Vichèi, on havien atacat edificis catòlics i havien cremat el convent dels Célestins. El matí de 6 de gener van creuar l'Alier.

## Batalla
Els protestants, arribats des de l'est a les altures de Cognat, on es troba l'església de Sainte-Radegonde, observen l'exèrcit catòlic a sota, a la plana de Liona; són inferiors en nombre, però es troben en una posició més favorable. Els catòlics ataquen el turó, però són aturats pels arcabusers protestants. Els protestants contraatacen i persegueixen els catòlics per la plana, que es retiren. Els protestants han aconseguit una victòria tàctica, que els permet continuar la ruta.
El cap protestant, Poncenat, morí d'un tret d'arcabús en tornar cap a les seves línies, tocat per un dels seus homes que no el va reconèixer. Entre les víctimes del bàndol catòlic, hi ha La Fayette, mort als peus del seu castell de Hautefeuille. El castell de Hautefeuille i el poble de Cognat queden destruïts i només queda dempeus l'església; el poble serà reconstruït uns centenars de metres cap al nord-est.